# Israelkrokus
Crocus hyemalis är en irisväxtart som beskrevs av Pierre Edmond Boissier och Emanuel Blanche. Crocus hyemalis ingår i släktet krokusar, och familjen irisväxter. Inga underarter finns listade i Catalogue of Life.
Denna krokus förekommer i Mellanöstern i Libanon, Israel, Palestinska områden och kanske Syrien. Den växer i låglandet och i bergstrakter upp till 1200 meter över havet. Arten hittas i klippiga regioner i skogar och buskskogar.
Några exemplar dödas i samband med skogsröjningar. Hela populationen bedöms som stabil. IUCN listar arten som livskraftig (LC).

## Bildgalleri

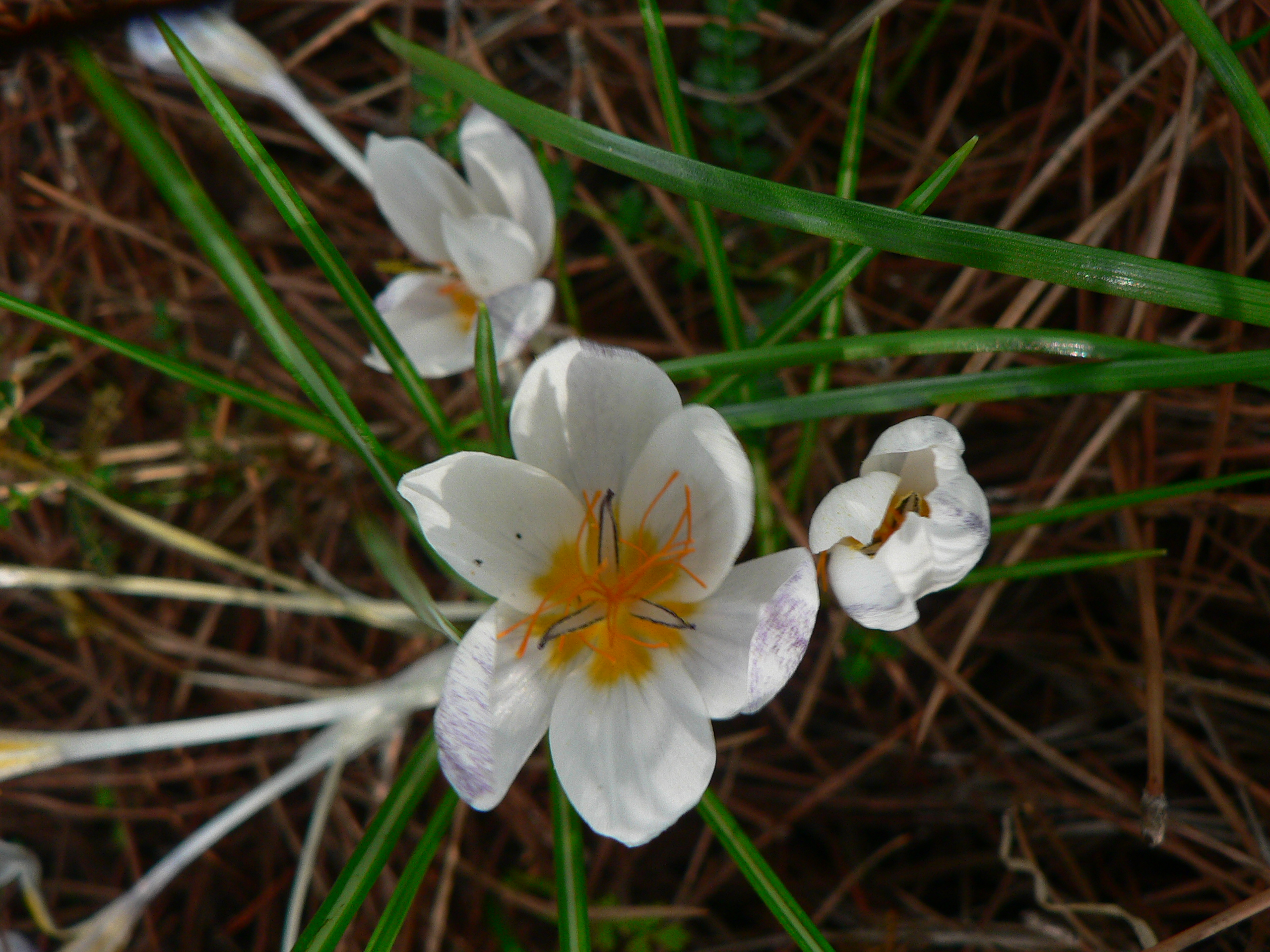
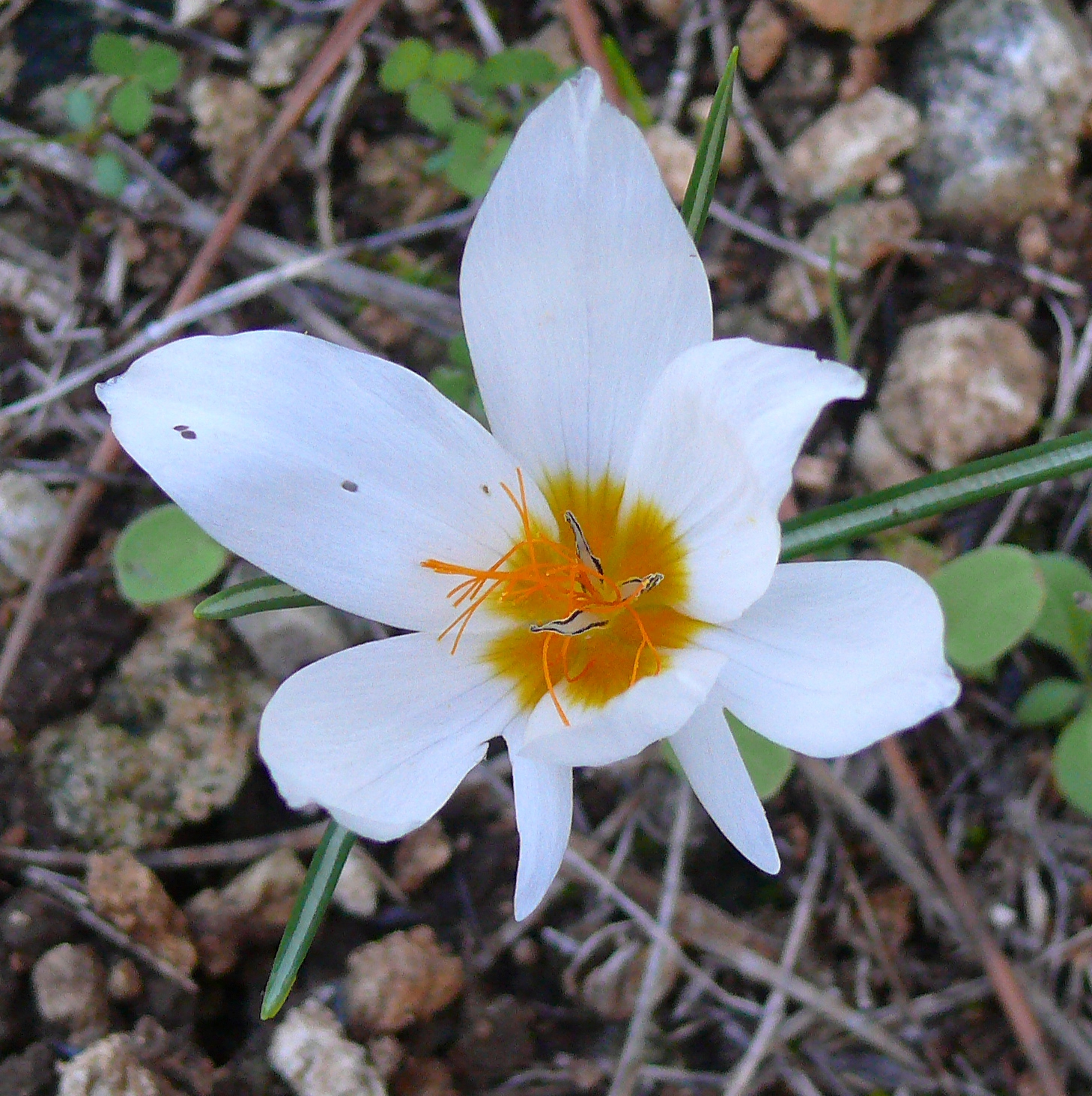
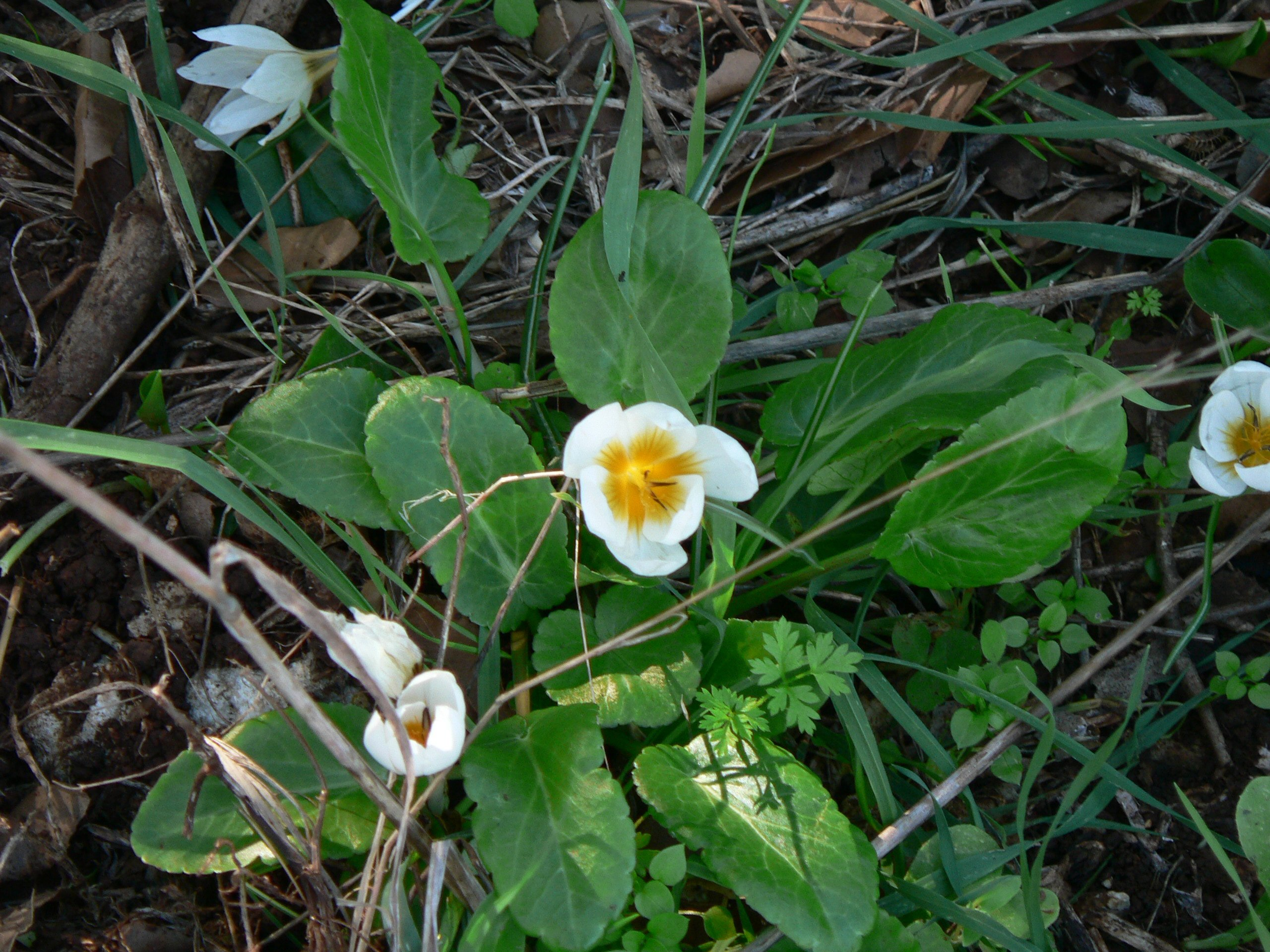
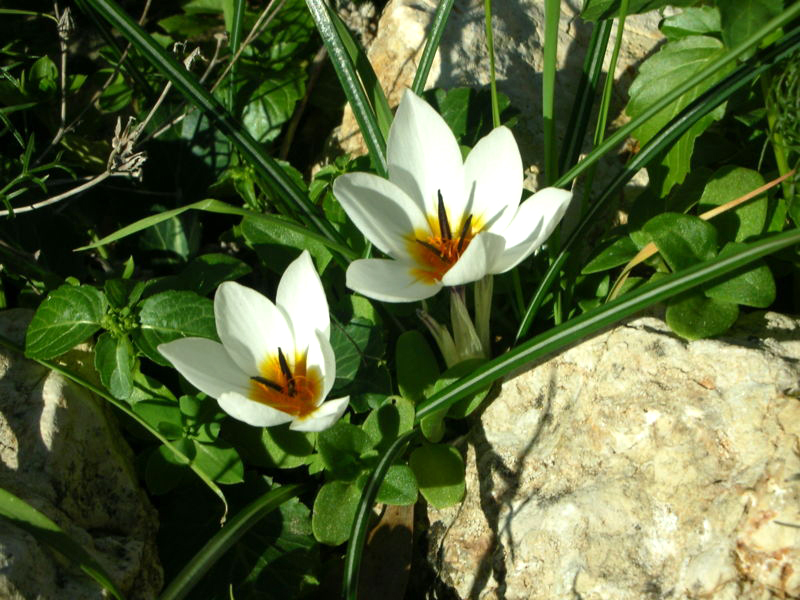
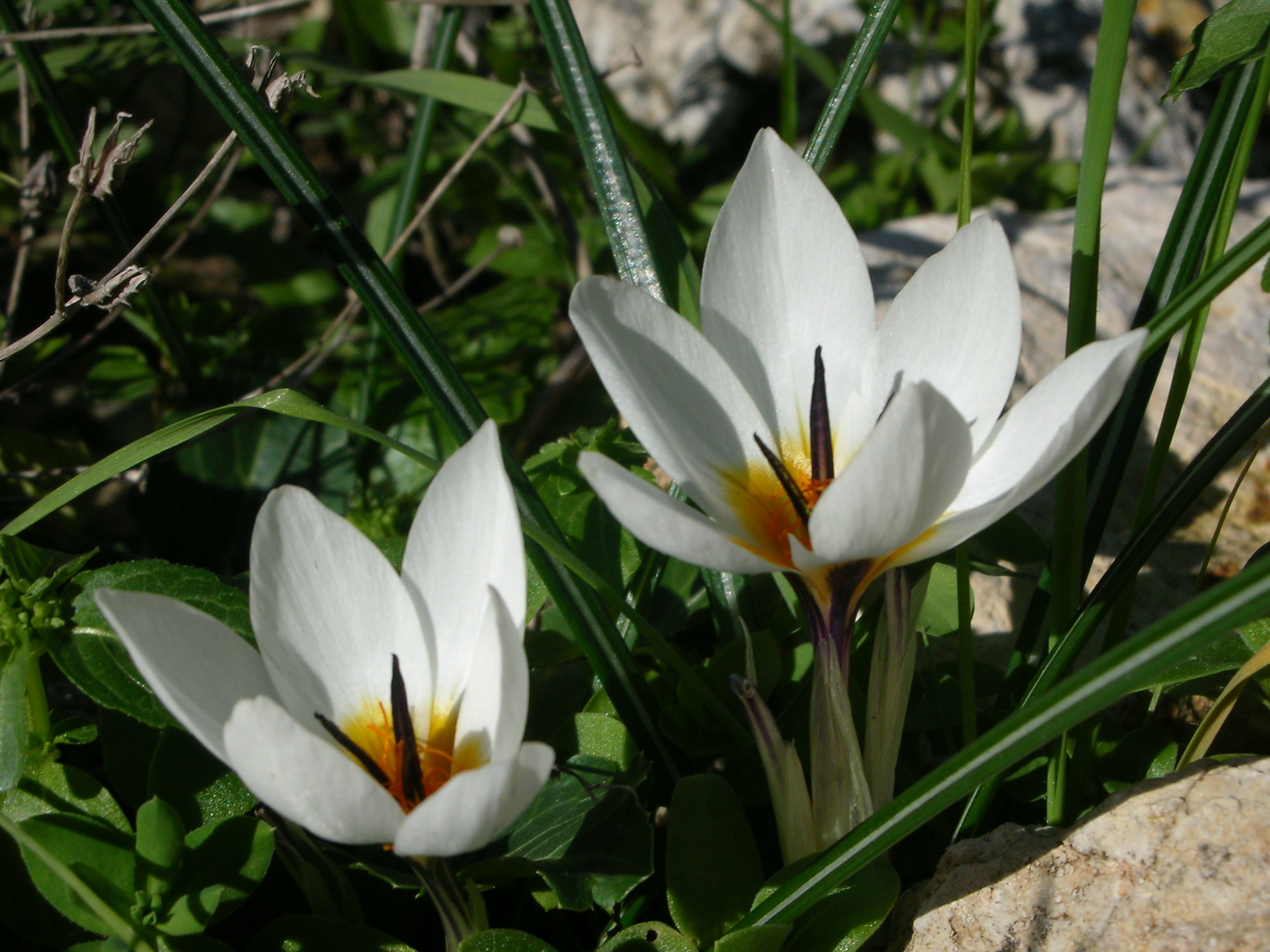
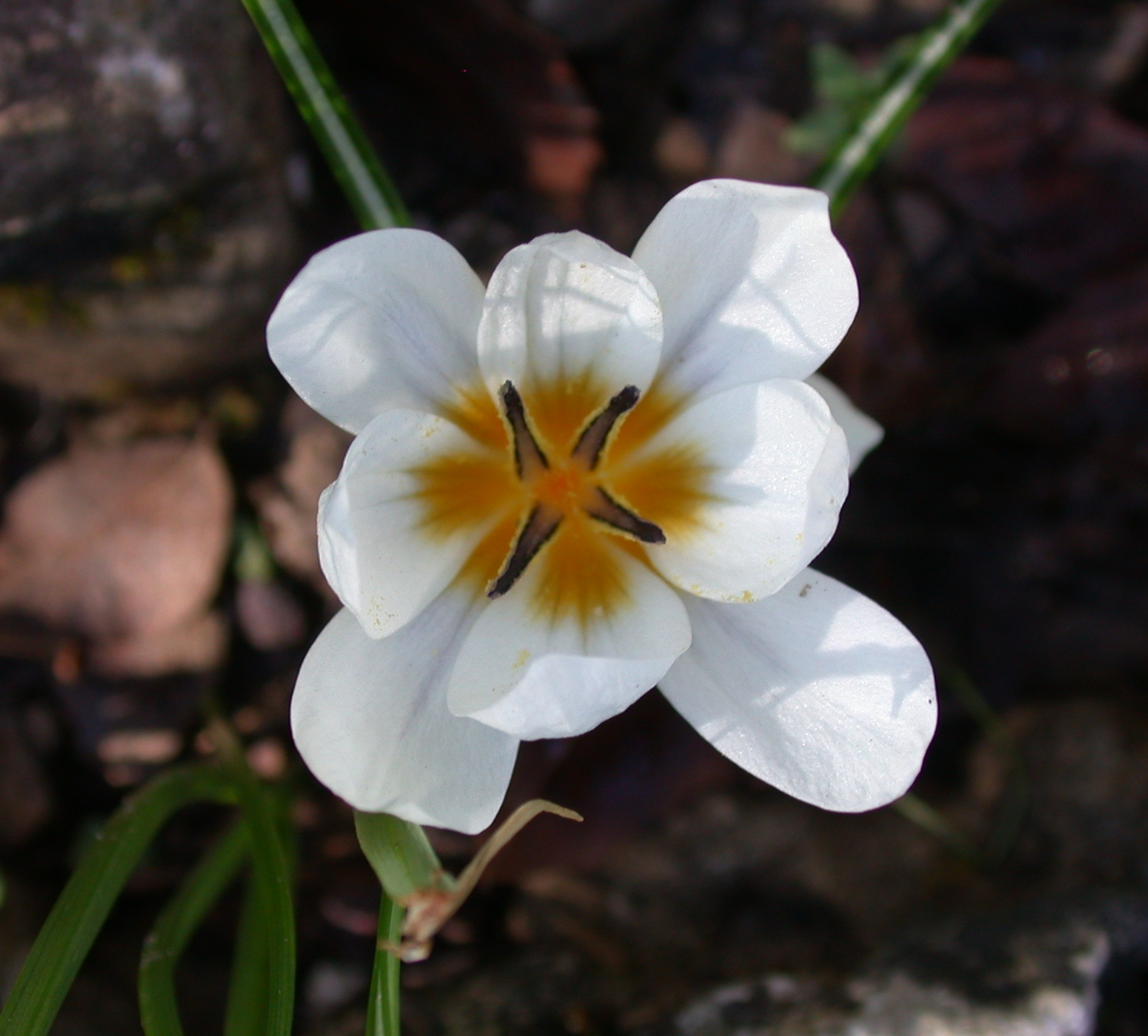